# Musée du 5 juin 1944
Le musée du 5 juin 1944 « Message Verlaine » est un musée historique, fondé en 1991 à Tourcoing, dans le département du Nord.
Il est installé dans une ancienne casemate qui abritait un état-major allemand  pendant la Seconde Guerre mondiale. C'est là qu'a été capté par les Allemands, le 5 juin 1944, la seconde strophe du poème Chanson d'automne de Paul Verlaine émis par Radio Londres sur la BBC à 21 h 15 annonçant aux résistants l'imminence du débarquement de Normandie du 6 juin 1944 : « Les sanglots longs des violons d'automne blessent mon cœur d'une langueur monotone... ».
Les visites sont effectuées avec des guides bénévoles, qui font vivre ce lieu de mémoire.

## Origine du bâtiment
À la suite de l'invasion du Nord de la France en juin 1940, les Allemands installent à Tourcoing le quartier général de la XVe armée allemande qui se déployait de la Normandie aux Pays-Bas et faisait partie du Groupe d'armées B. Pour ce faire, ils réquisitionnent les propriétés de l'avenue de la Marne et y construisent 13 blockhaus afin de se protéger des bombardements alliés.
L'édifice est totalement abandonné jusqu'aux années 1980. À cette époque, un groupe de passionnés entreprend d'en faire un musée.

## Description
Le plus grand des blockhaus devenu musée le 21 septembre 1991 permet de découvrir les installations de l'état-major allemand et son fonctionnement. On peut y voir les moyens utilisés par la Gestapo pour détecter et traquer les émetteurs radio de la Résistance dans le Nord de la France. Deux salles sont aménagées afin de retracer les événements survenus pendant la Seconde Guerre mondiale et l’occupation.
Une association de bénévoles gère l'établissement et organise les visites. Le musée accueille des touristes du monde entier, surtout des Américains.

## Galerie de photos

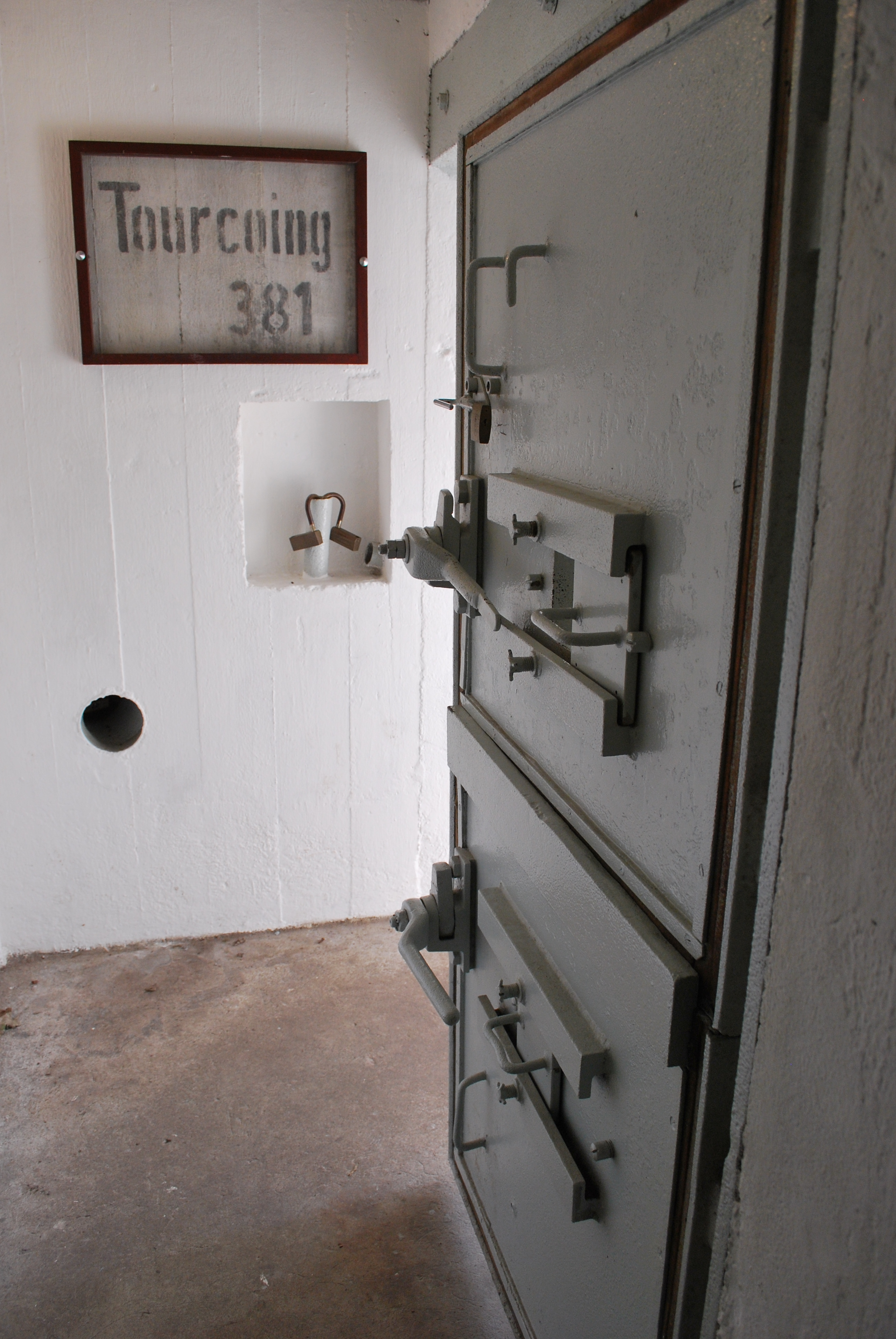
Entrée du Bunker, avec son numéro clairement visible
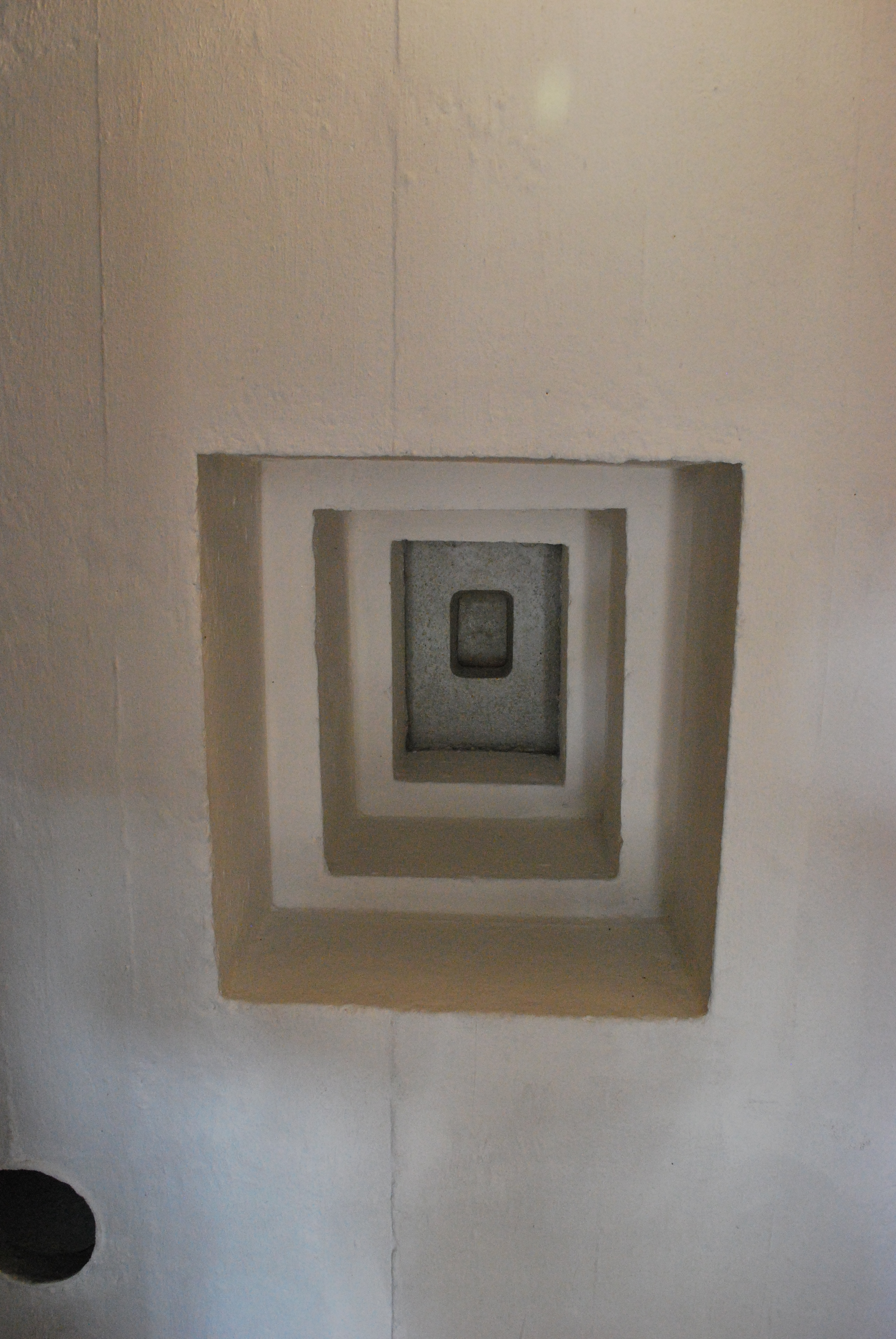
Le nid de mitrailleuse dans l'entrée
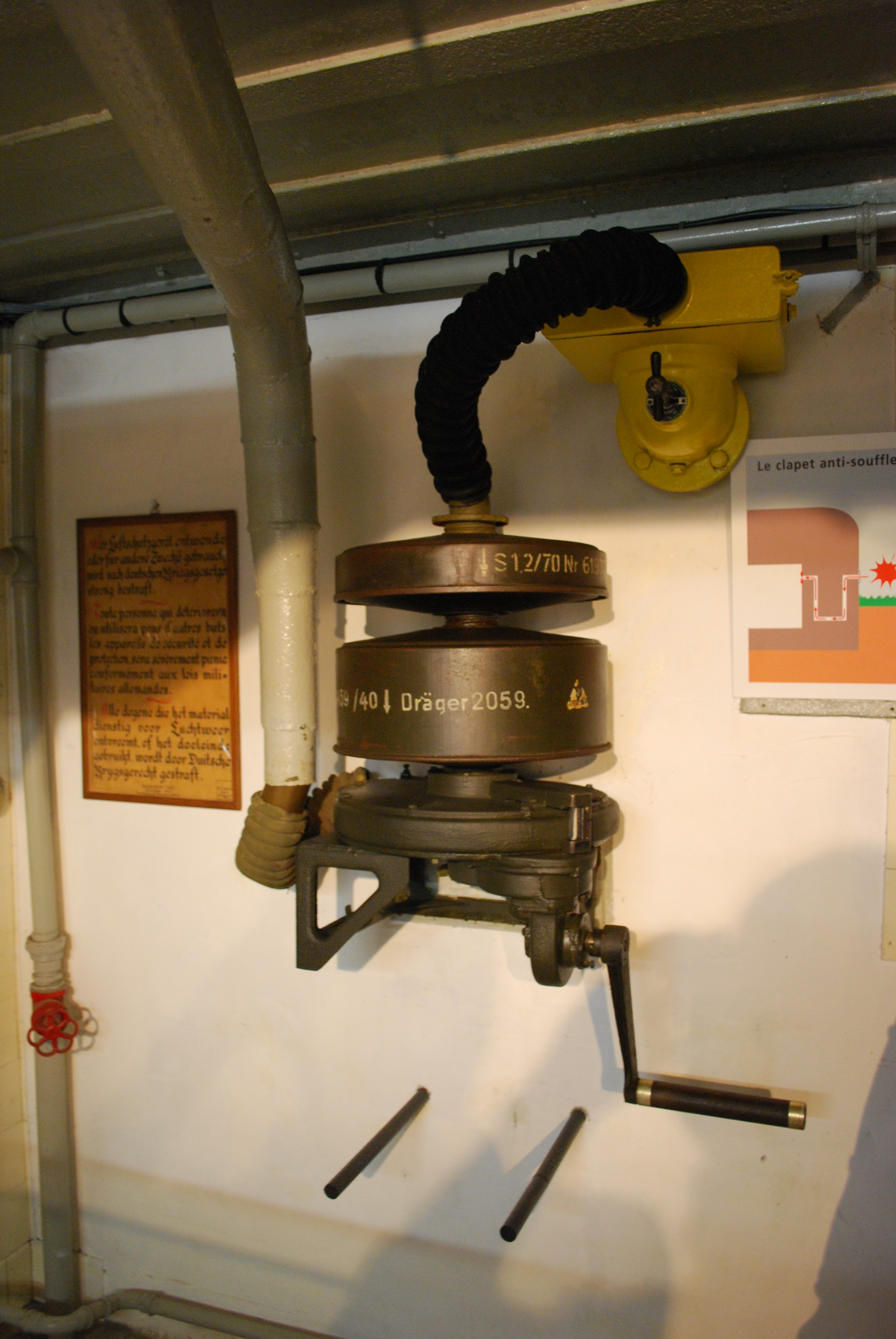
Un filtre pour une des arrivées d'air, avec sa manivelle de déclenchement manuel
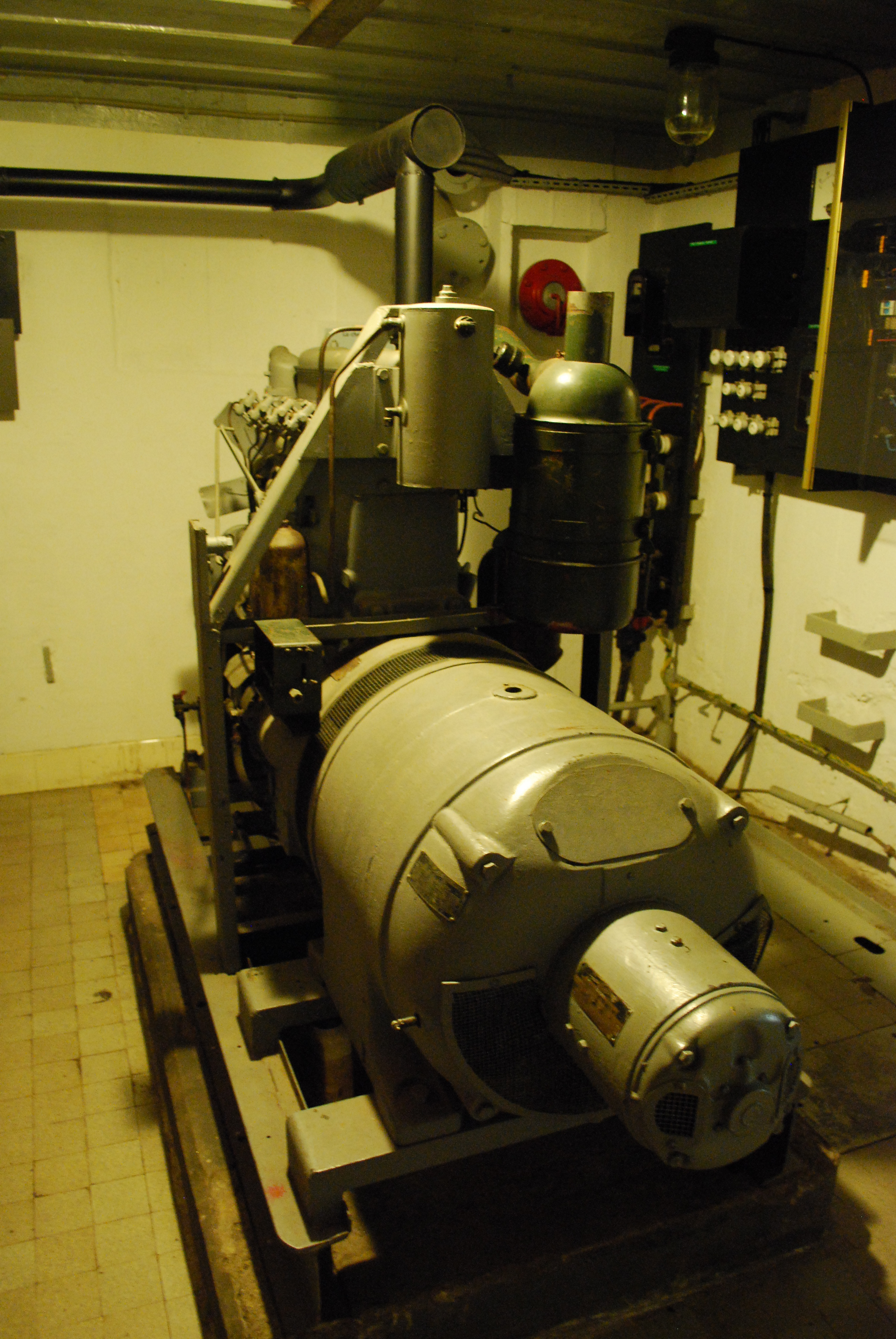
Groupe électrogène et tableaux électriques
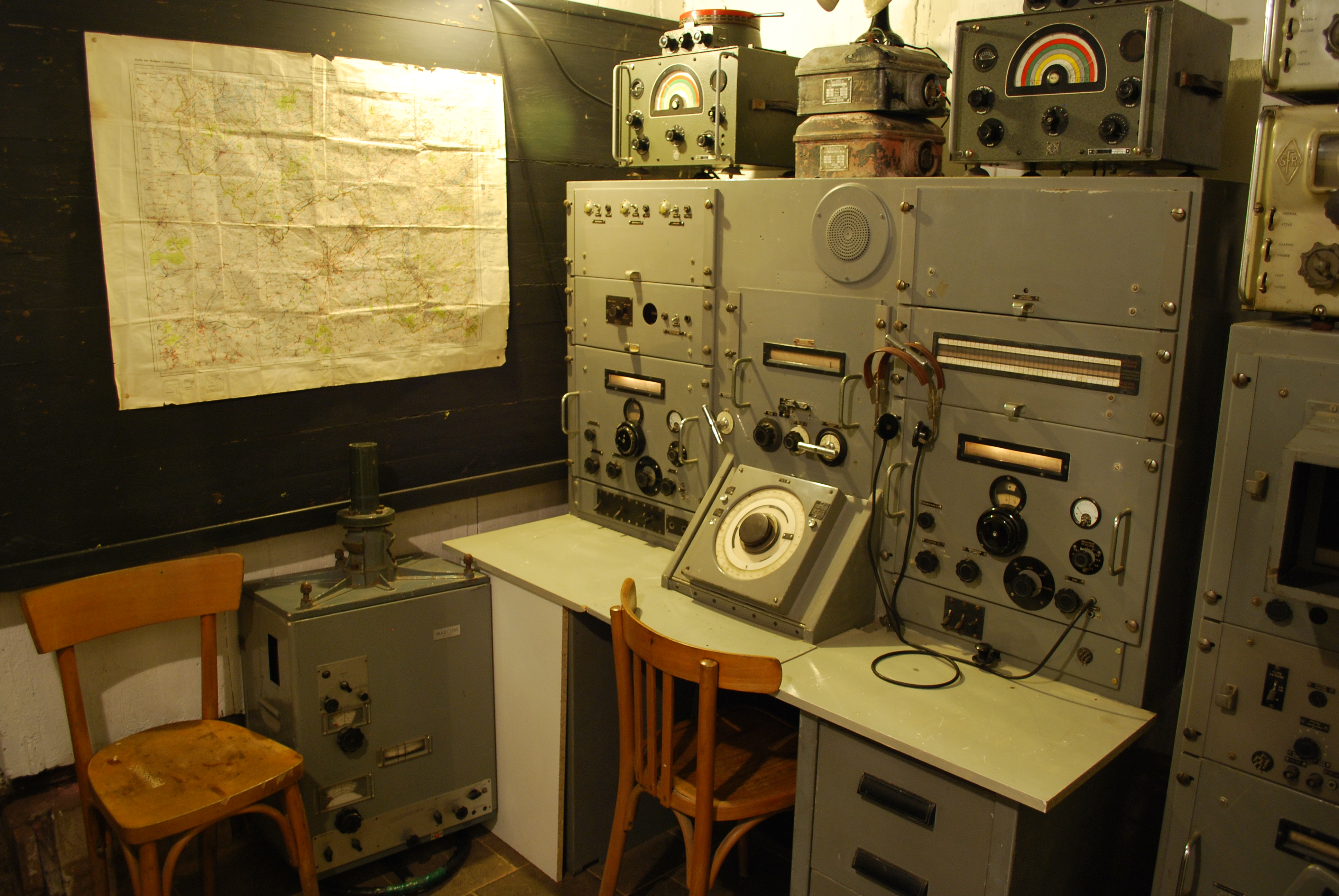
Station de recherche goniométrique
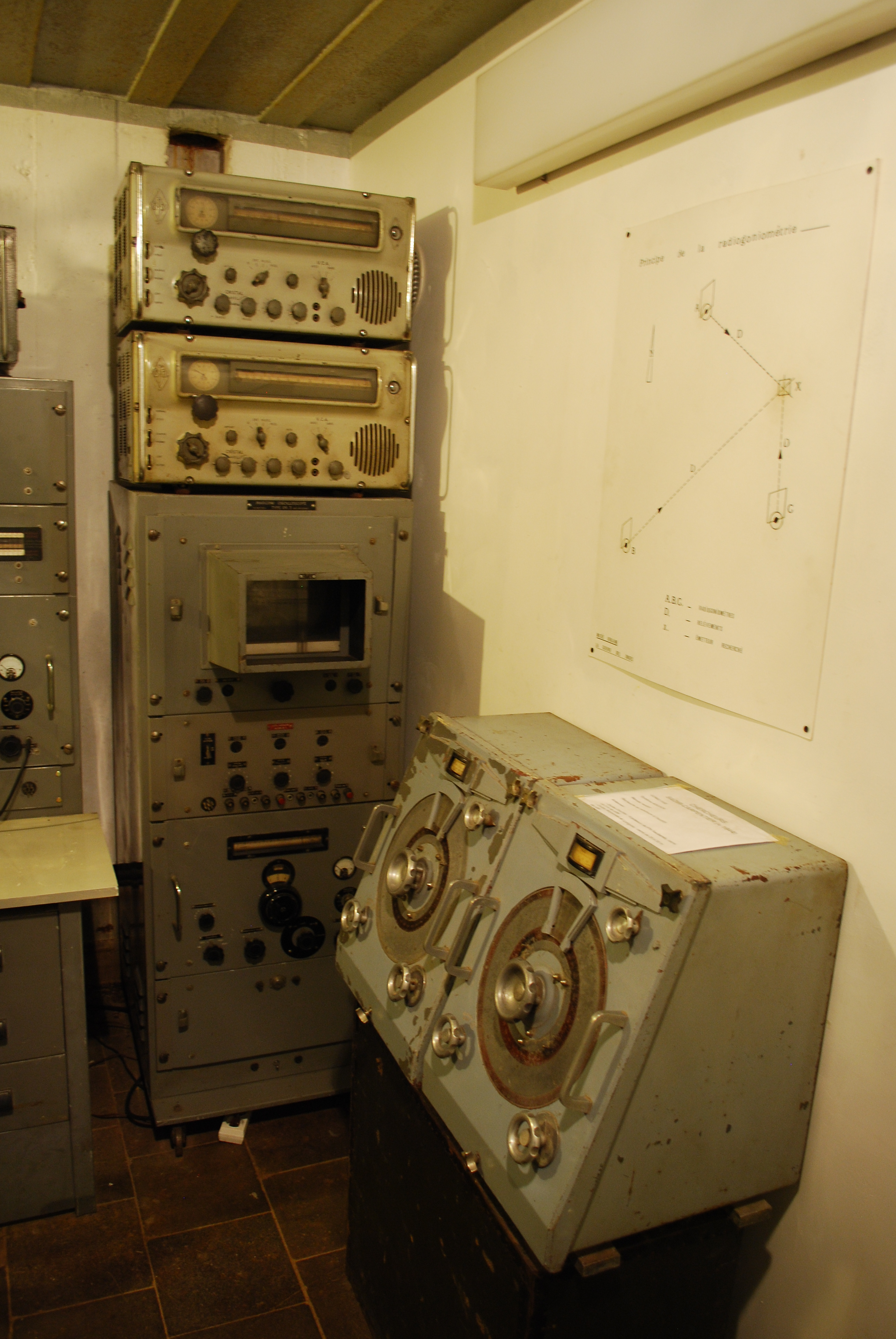
Station de recherche goniométrique
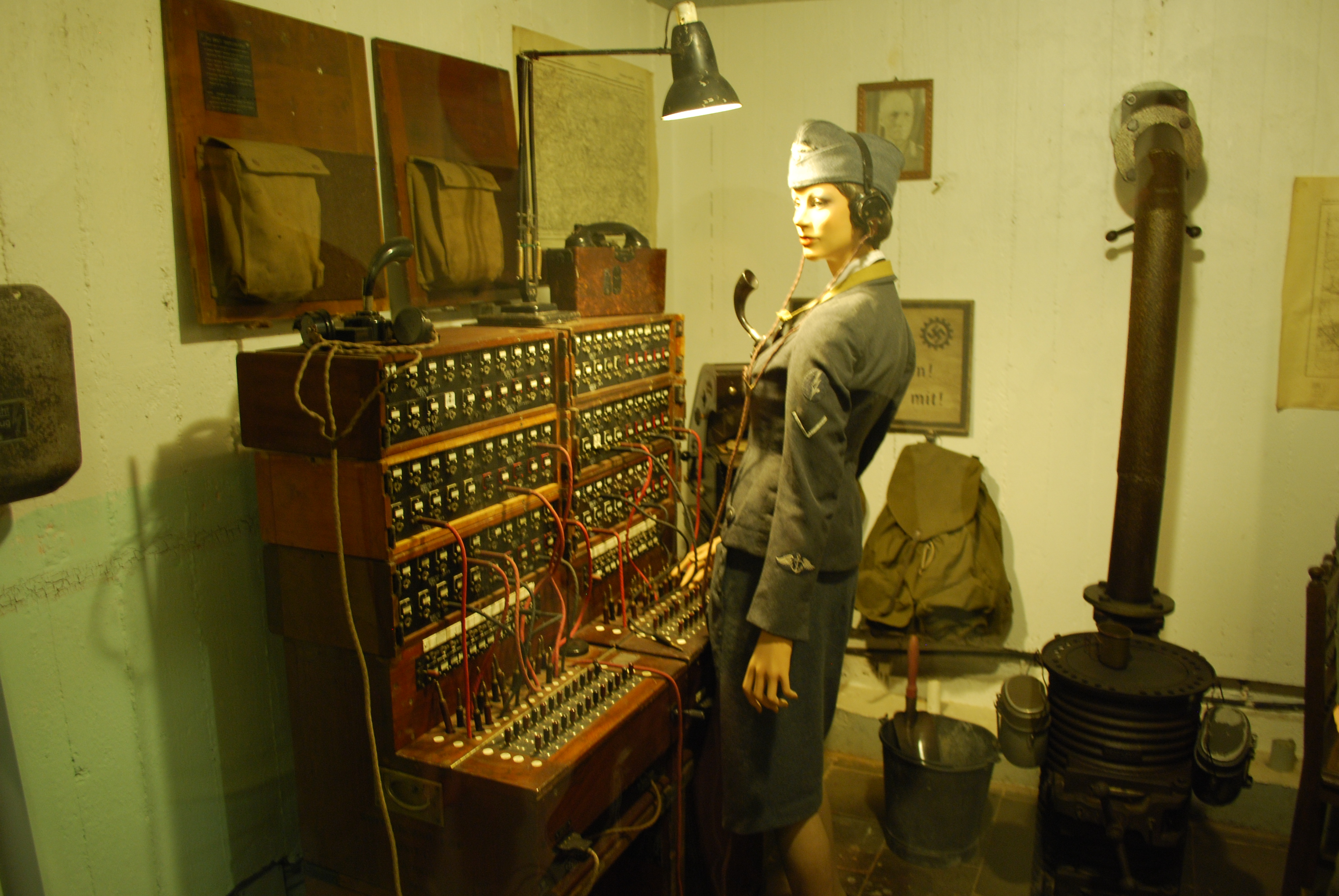
Standard téléphonique et « souris grise »
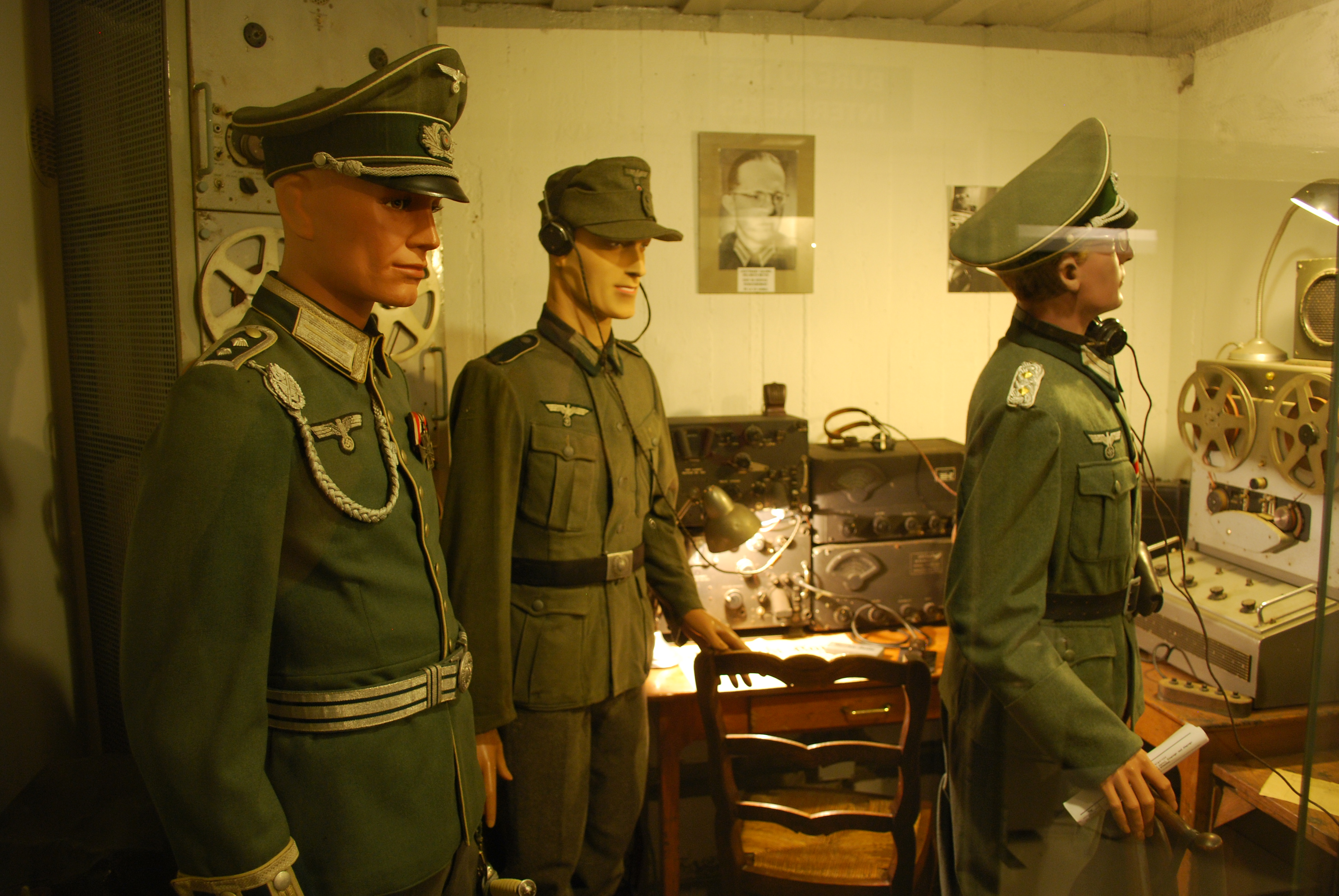
Reconstitution de la réception du message Verlaine, le 5 juin 1944
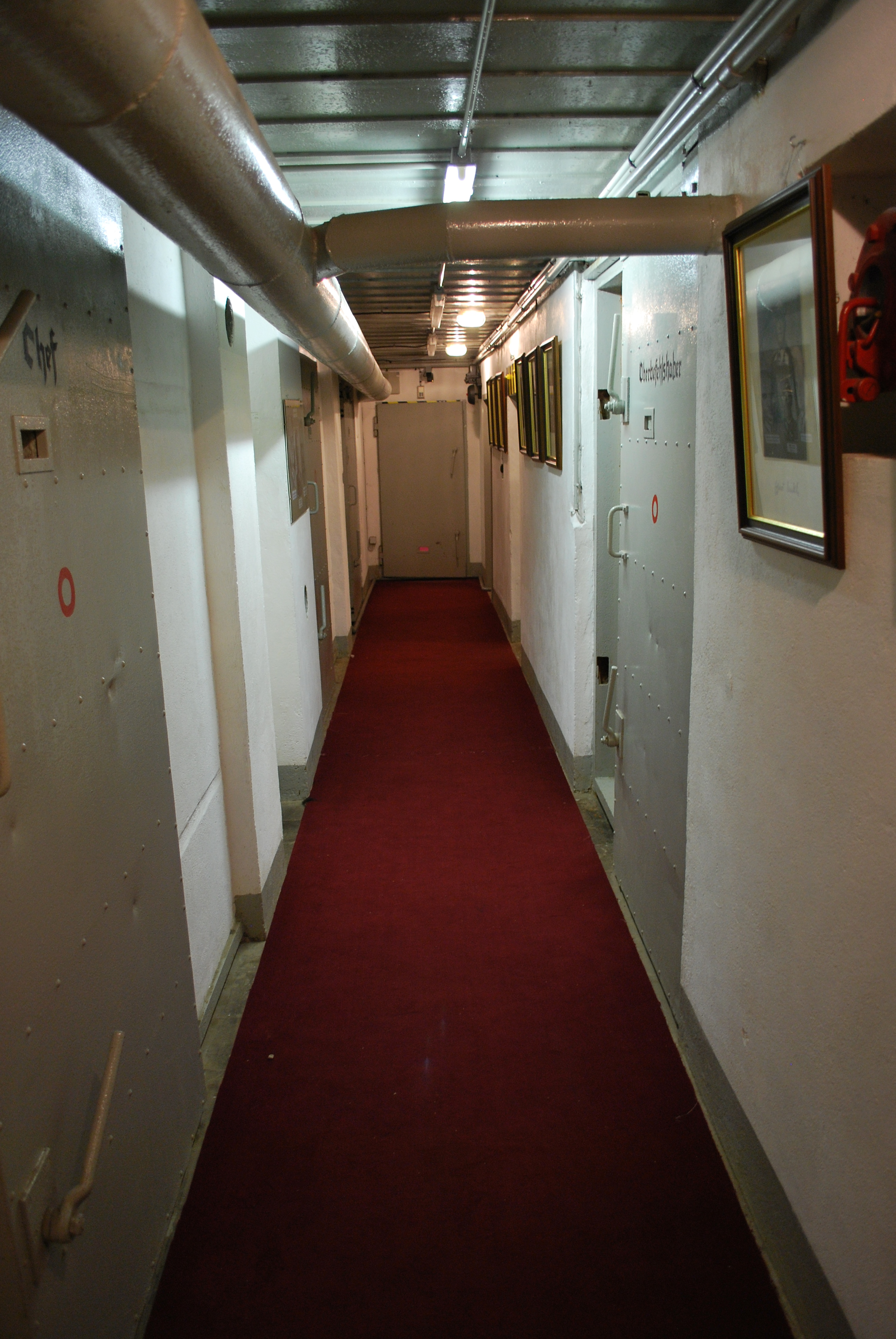
Un des couloirs du bunker
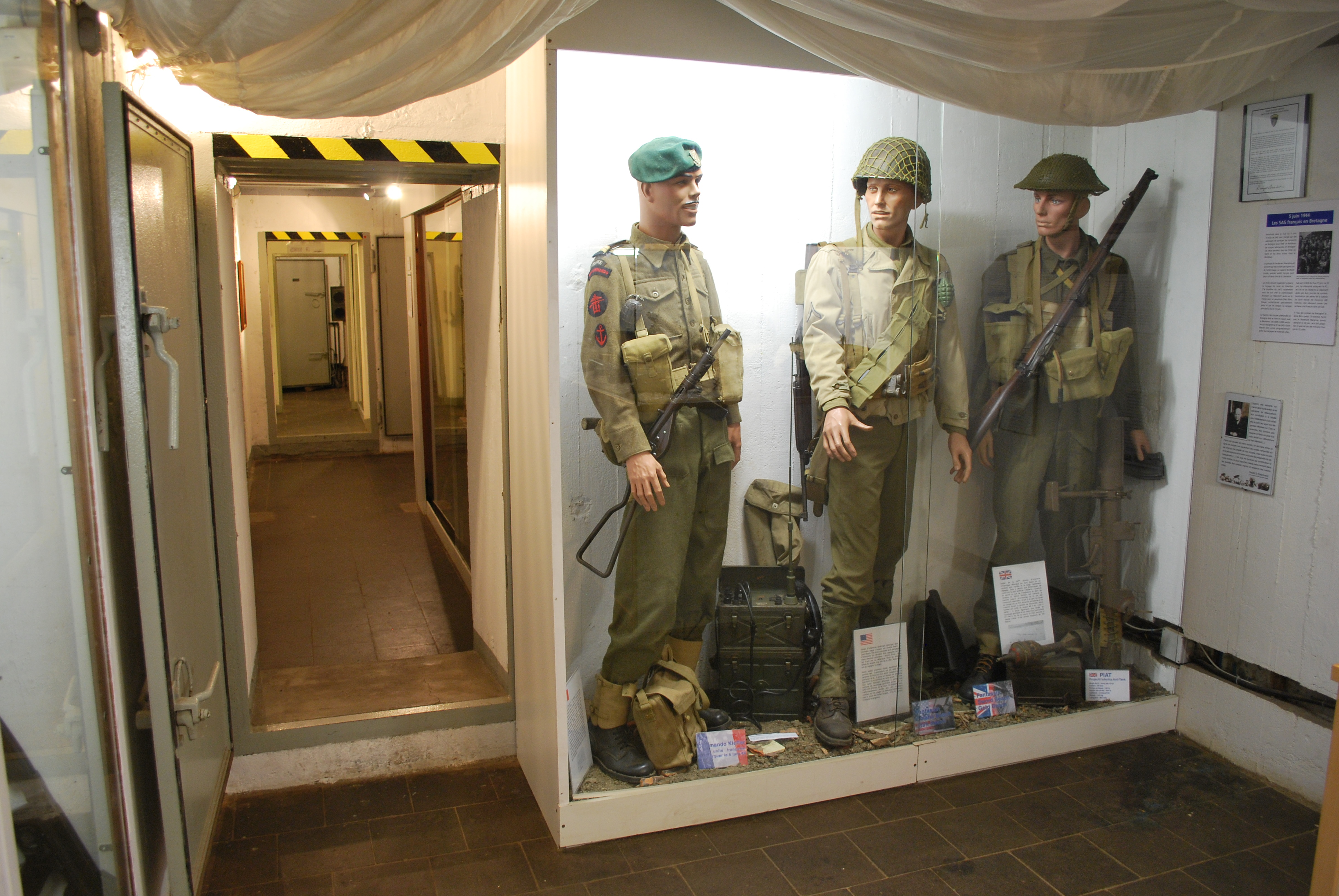
Exposition dans l'un des couloirs du bunker
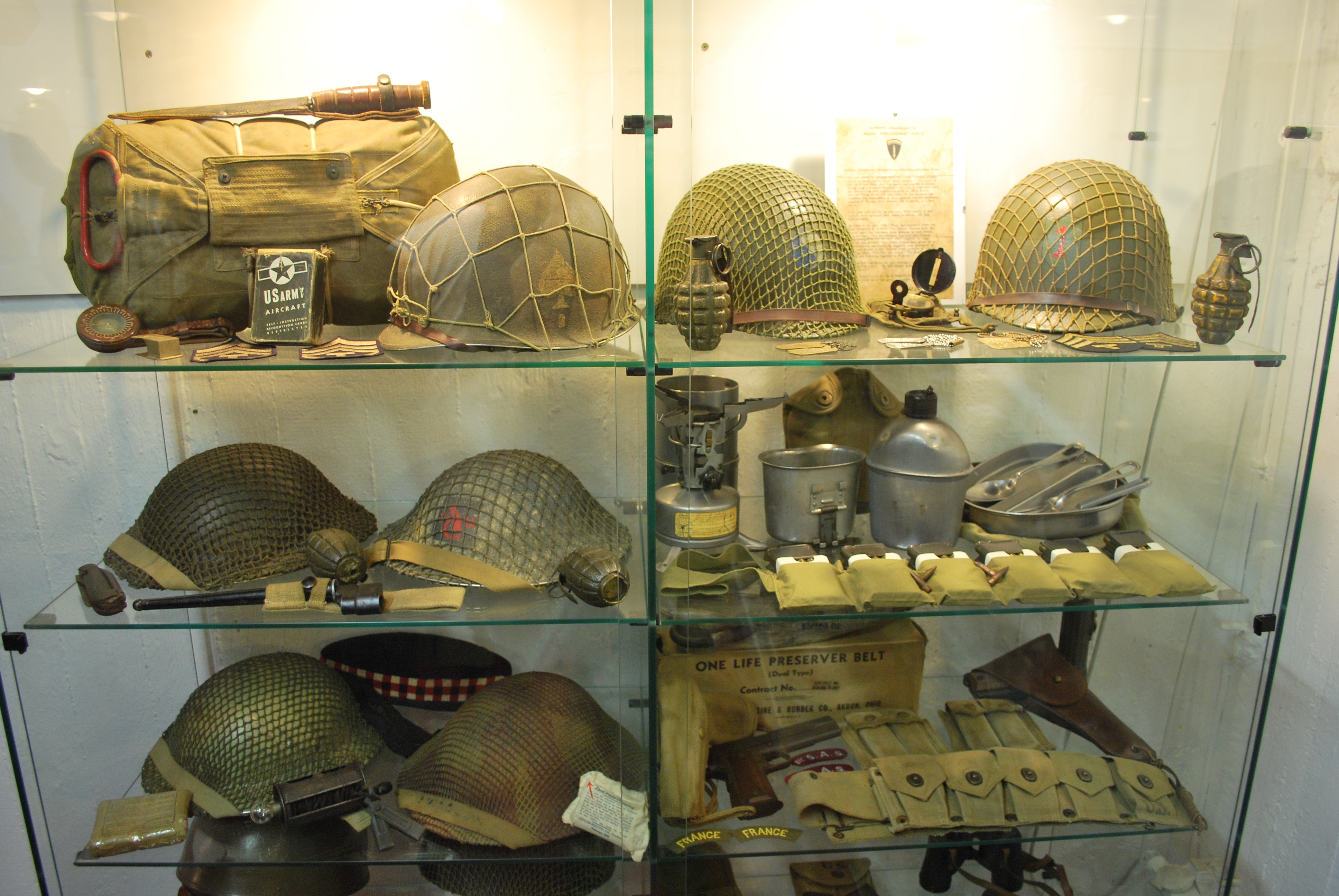
Artefacts alliés exposés dans le Musée
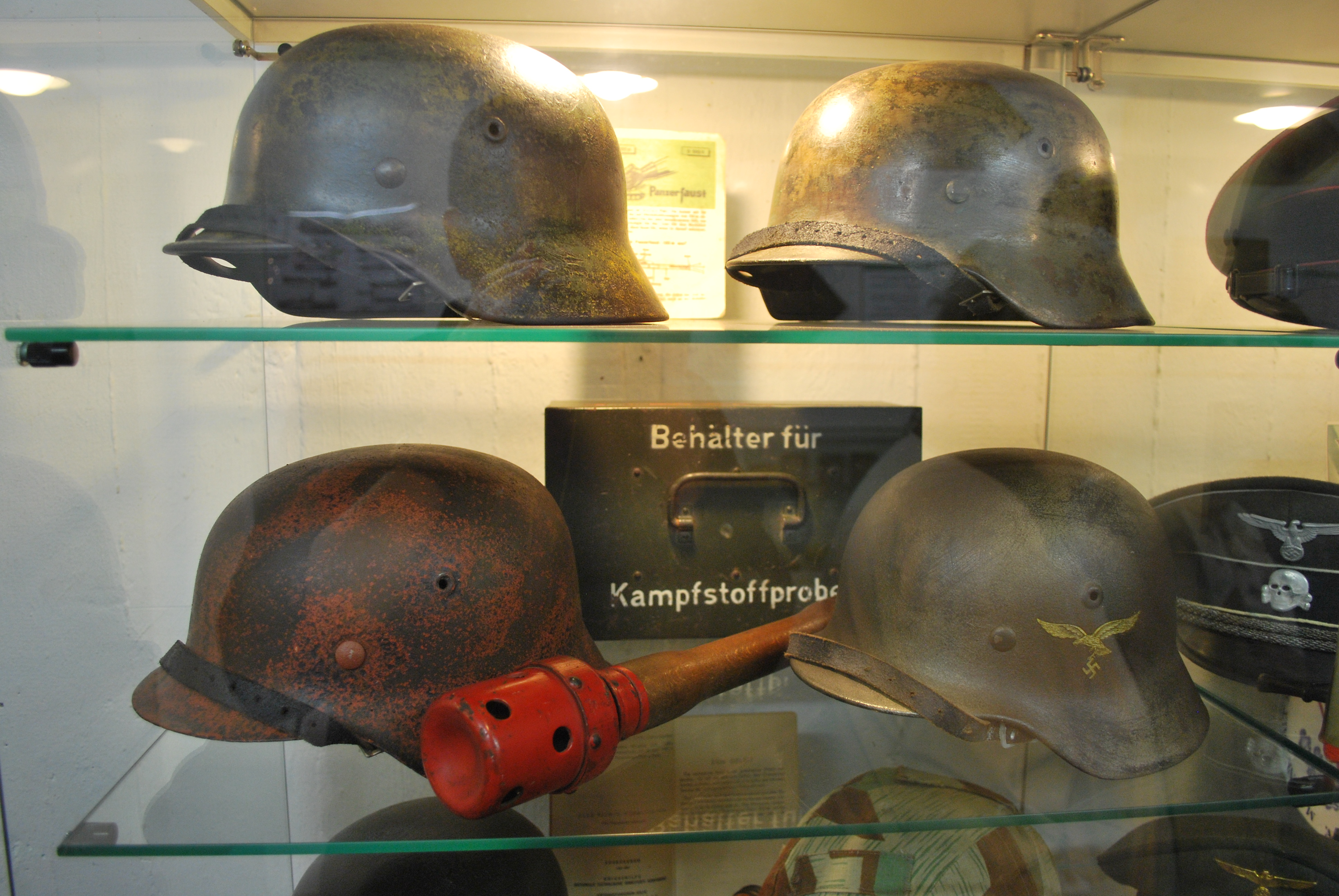
Artefacts allemands exposés dans le Musée